# Martin Schwarzschild
 Martin Schwarzschild (31 tháng 5 năm 1912   - 10 tháng 4 năm 1997) là nhà vật lý học và là nhà thiên văn học người Mỹ gốc Đức. Ông là con trai của nhà vật lý người Đức Karl Schwarzschild và là cháu trai của nhà vật lý thiên văn người Thụy Sĩ Robert Emden.

## Tiểu sử
Schwarzschild sinh ra ở Potsdam trong một gia đình học thuật người Do Thái nổi tiếng. Theo yêu cầu trong di chúc của cha ông, gia đình ông chuyển đến Gottingen vào năm 1916. Schwarzschild học tại Đại học Gottingen và tham gia kỳ thi tiến sĩ vào tháng 12 năm 1936. Ông rời Đức vào năm 1936 tới Na Uy và sau đó là Hoa Kỳ. Schwarzschild phục vụ trong quân đội tình báo Hoa Kỳ. Ông đã được trao tặng Legion of Merit và Bronze Star cho dịch vụ thời chiến của mình. Sau khi trở về Mỹ, anh kết hôn với nhà thiên văn học Barbara Cherry. Năm 1947, Martin Schwarzschild gia nhập người bạn suốt đời của mình, Lyman Spitzer tại Đại học Princeton. Spitzer mất 10 ngày trước Schwarzschild.
Việc Schwarzschild trong các lĩnh vực cấu trúc sao và sự tiến hóa sao dẫn đến cải thiện sự hiểu biết của các ngôi sao rung động, khác biệt luân chuyển năng lượng mặt trời, sau chính chuỗi con đường tiến hoá trên sơ đồ Hertzsprung-Russell (bao gồm cách sao trở thành sao khổng lồ đỏ), nguồn vỏ hydro, các heli flash, và tuổi của các cụm sao. Với Fred Hoyle, ông đã tính toán một số mô hình sao đầu tiên để leo lên chính xác nhánh khổng lồ đỏ bằng cách đốt cháy đều đặn hydro trong một lớp vỏ xung quanh lõi. Ông và Härm là những người đầu tiên tính toán các mô hình sao đi qua các xung nhiệt trên nhánh khổng lồ không triệu chứng  và sau đó cho thấy các mô hình này phát triển các vùng đối lưu giữa vỏ đạn helium và hydro, có thể mang tro bụi bề mặt nhìn thấy được. Cấu trúc 1958 cuốn sách Schwarzschild và Sự phát triển của các ngôi sao  dạy một thế hệ các nhà vật lý thiên làm thế nào để áp dụng máy tính điện tử để tính toán các mô hình sao.
Trong những năm 1950 và 1960, ông đứng đầu các dự án Stratoscope, đưa bóng bay cụ thể lên một tầm cao chưa từng thấy. Stratoscope đầu tiên tạo ra hình ảnh độ phân giải cao của các hạt mặt trời và vết đen mặt trời, xác nhận sự tồn tại của sự đối lưu trong khí quyển mặt trời và lần thứ hai thu được quang phổ hồng ngoại của các hành tinh, sao khổng lồ đỏ và hạt nhân của các thiên hà. Trong những năm cuối đời, ông đã có những đóng góp đáng kể trong việc tìm hiểu động lực của các thiên hà hình elip. Schwarzschild nổi tiếng là một giáo viên và giữ các vị trí lãnh đạo chính trong một số xã hội khoa học.
Vào những năm 1980, Schwarzschild đã áp dụng các kỹ năng số của mình để xây dựng các mô hình cho các thiên hà ba trục.
Tiến sĩ Schwarzschild là Giáo sư danh dự của ngành thiên văn học tại Đại học Princeton, nơi ông dành phần lớn cuộc đời chuyên nghiệp của mình.

## Danh dự

### Giải thưởng
- Huy chương Karl Schwarzschild (1959)
- Henry Norris Russell Bài giảng (1960) [8]
- Huy chương Henry Draper của Viện Hàn lâm Khoa học Quốc gia (1960) [9]
- Huy chương Eddington (1963)
- Huy chương Bruce (1965) [10]
- Huy chương Rittenhouse (1966)
- Huy chương vàng của Hiệp hội Thiên văn Hoàng gia (1969) [11]
- Giải thưởng Brouwer (1992)
- Giải thưởng Balzan (1994, với Fred Hoyle)
- Huy chương khoa học quốc gia (1997)

### Mang tên ông
- Tiểu hành tinh 4463 Marschwarzschild